# The Shooter – Der Scharfschütze
The Shooter – Der Scharfschütze (Originaltitel: The Shooter) ist ein US-amerikanischer Western aus dem Jahr 1997. Unter der Regie von Fred Olen Ray ist Michael Dudikoff in der Hauptrolle zu sehen.

## Handlung
Kurz nach dem Sezessionskrieg ist der Kriegsheld und Scharfschütze Michael Atherton auf dem Weg in die abgelegene Präriestadt Kingston. Unterwegs stößt er auf eine Gruppe Männer, die dabei sind, die Prostituierte Wendy auszupeitschen. In Notwehr erschießt er dabei die Peiniger, zu denen auch der einzige Sohn des Großranchers Jerry Crants gehört.
Crants hat die gesamte Stadt im Griff; wer gegen ihn agiert, wird von seinen Männern getötet. Atherton stellt sich gegen ihn und verteidigt als Gesetzeshüter mit seinen Schießkünsten die Bürger vor Crants Schergen. Dieser sinnt auf Rache und richtet mit seinem Mob in der Stadt ein Massaker an. Allerdings wird Crants dabei von einem seiner eigenen Leute getötet – der gesetzlose Kyle will selbst die Macht übernehmen. Hierzu hängt er den Mord an Crants Atherton an, der daraufhin im Gefängnis landet. Dort wird Atherton gefoltert, insbesondere seine Schusshand wird in Mitleidenschaft gezogen.
Durch Hilfe von Wendy gelingt es Atherton, seine Hand wieder zum Abfeuern der nun modifizierten Schusswaffe verwenden zu können, und im Showdown tötet er Kyle.

## Synchronisation
Die deutsche Synchronisation des Films entstand bei der Hermes Synchron in Potsdam.
| Charakter        | Darsteller       | Synchronsprecher   |
| ---------------- | ---------------- | ------------------ |
| Michael Atherton | Michael Dudikoff | Joachim Tennstedt  |
| Kyle Tapert      | Randy Travis     | Thomas Petruo      |
| Wendy            | Valerie Wildman  | Christin Marquitan |
| Jerry Krants     | William Smith    | Bert Franzke       |
| Pete Sayers      | Robert Donavan   | Joachim Pukaß      |
| Gina             | Libby George     | Bettina Weiß       |
| Jacob Finch      | Andrew Stevens   | Hubertus Bengsch   |

## Kritik
„Western mit einer ungewöhnlichen Rolle für Actionstar Dudikoff, die brauchbare, aber harte Unterhaltung liefert.“

Die Programmzeitschrift TV Spielfilm nennt den Film einen „unspektakulären Italo-Western-Verschnitt“.